# Eleonas (stacja metra)
Eleonas (gr: Ελαιώνας) – stacja metra ateńskiego na linii 3 (niebieskiej). Została otwarta 26 maja 2007.